# Zmijovec

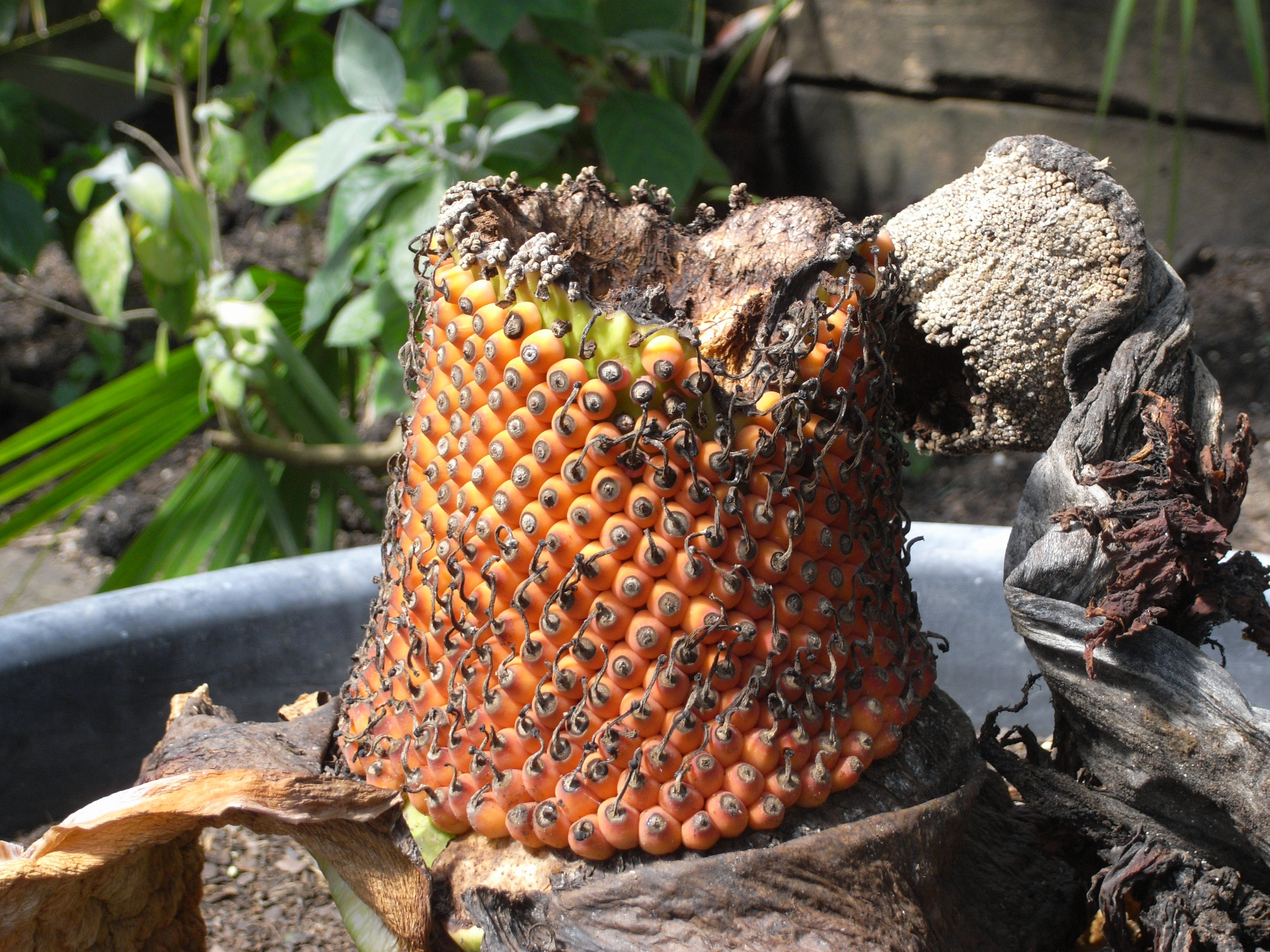
Dozrálé plody v palicovitém plodenství

Zmijovec (Amorphophallus), známý také pod jménem áronova hůl, je rod jednoděložných rostlin z čeledi árónovitých, kde je řazen do podčeledě Aroideae.

## Rozšíření
Zmijovce jsou teplomilné rostliny původem z tropických deštných pralesů Asie. Ve volné přírodě jsou rozšířeny v tropických oblastech od západní Afriky přes Asii a Austrálii až do Polynésie. Jsou to rostliny nížin, kde se nejčastěji vyskytují na slunných okrajích primárních lesů nebo v řídkých sekundárních lesích po bývalých plantážích. Nevyskytují se v Novém světě.

## Popis
Jsou to rostliny s podzemními hlízami, které jim slouží jako zásobárna látek nutných pro růst květenství. Jsou, až na výjimky, sezónními rostlinami. Nejdříve z hlízy vyroste část listu a mohutné květenství. Po uvadnutí a opadnutí květenství vyroste list do plné velikosti. Ten po určité době zaschne a rostlina se dostane do období vegetačního klidu, které trvá 3 až 7 měsíců. Období růstu trvá půl až jeden rok. Není-li v hlíze nashromážděno dostatek živin, květenství nevyroste, vyroste jen list.

### Květenství
Kvetení většinou přichází těsně před obdobím dešťů. Při kvetení, které trvá několik týdnů, nejdříve z hlízy vyraší zárodek řapíku listu a tlustá protáhlá květní palice – spadix, která je obalena do ochranného listenu – toulce, ten se po dozrání květů rozvine. Vrchol řapíkatého listu různě zbarveného je mnohdy ohrnutý a vytváří pro květní palici jakousi manžetu nebo kalich. Květenství u nejmohutnějšího druhu zmijovce titánského bývá vysoké průměrně 1,5 m, byla zaznamenána výška i 2,94 m.
Jednotlivé květy jsou maličké a silně redukované. Samičí květy mají jen pestíky a jsou přisedlé ve spodní části květní palice. O něco výše jsou na květní palici umístěny samčí květy, tvořené pouze 1 až 8 tyčinkami s prašníky. Část spadixu nad samčími květy je neplodná. Samčí ani samičí květy nemají žádné nápadné korunní nebo kališní lístky pro přivábení opylujícího hmyzu.

### Opylení
Jsou to cizosprašné rostliny, u nichž je k opylení nutný přenos pylu z jiné rostliny. Nejdřív v jeden den dozrají samičí květy ve spodní části palice a přilákají opylující hmyz dovnitř toulce silným pachem, který většinou lidé vnímají jako nesnesitelný zápach. Hmyz sestoupí do spodní části a předá přinesený pyl na pestíky samičích květů. Samčí květy v horní části ještě pyl neprodukují, ten dozraje až následující den. Hmyz po opylení samičích květů nemůže toulec opustit, ten se stáhl a uzavřel mu cestu. Aby přežil v toulci do dalšího dne, má rostlina ve dně toulce speciální žlázy nebo některé modifikované samčí květy mají patyčinky, obojí produkují látky bohaté na proteiny.
Další den se samčí květy otevřou a uvězněný hmyz zasypou sprchou lepkavého pylu. Toulec se otevře a hmyz může odletět opylit další rostlinu. Po dokončení opylení toulec i horní část spadixu, tj. neplodné a samčí květy odpadnou. Zůstanou pouze spodní opylené samičí květy, které dozrají v obvykle červené (nebo jinak zbarvené) bobule, které sezobají ptáci a roznesou semena.

### List
Po ovadnutí květního stvolu doroste jediný list se silným, často skvrnitým řapíkem do plné výše, kde se téměř vodorovně rozloží. Bývá rozdělen na několik různě tvarovaných lístků pestře zbarvených. Po ukončení sezony list uschne.

### Rozmnožování

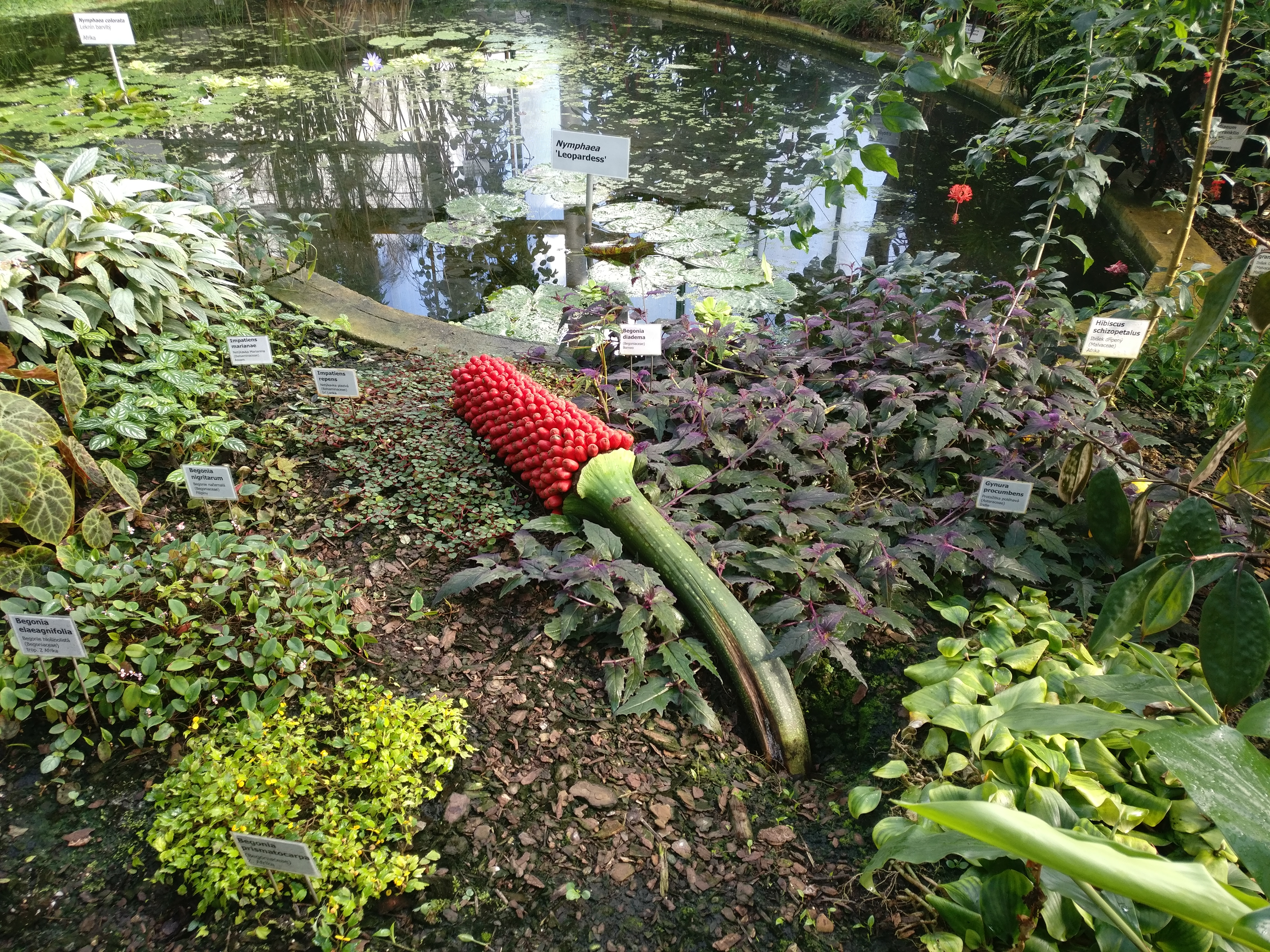
Zmijovec titánský s plody, Liberec, Česká republika

Vegetativní rozmnožování se uskutečňuje dceřinými hlízkami, které vyrůstají na výběžcích z mateřské hlízy, od které se mají oddělovat až před výsadbou. Tyto hlízky mnohdy nevyklíčí hned prvý rok, ale až druhý nebo třetí. Při množení ze semen se nesmí nechat semena přeschnout, neobsahují endosperm.

## Zástupci
- zmijovec indický (Amorphophallus konjac)
- zmijovec titánský (Amorphophallus titanum)

## Použití
Zmijovce se mimo oblast přirozeného výskytu většinou pěstují jako okrasné rostliny, nejčastěji zmijovec indický (Amorphophallus konjac). Ve svém domácím prostředí se zmijovec pěstuje jako užitková polní plodina, jeho hlízy obsahují škrob a jsou po uvaření jedlé, používají se jako naše brambory. V Indii se plátky hlíz Amorphophallus campanulatus suší a nahrazují náš chléb, v Japonsku se hlízy zmijovce indického suší a melou na mouku, ze které vyrábějí nudle a speciální pečivo.

## Druhy
Zmijovce jsou velice variabilní rostliny. Je uznáváno přes 200 druhů. Jsou to v převážné většině endemity relativně nevelkých oblastí světa. Územně nejrozšířenějšími druhy jsou: Amorphophallus abyssinicus, Amorphophallus muelleri a Amorphophallus paeoniifolius.